# Драйзек, Люсинда
Люсинда Драйзек (англ. Lucinda Dryzek; род. 4 августа 1991, Хай-Уиком) — британская актриса.

## Биография
Люсинда Драйзек родилась 4 августа 1991 года в Хай-Уикоме. Дебютировала в возрасте восьми лет в телесериале для детей «Домашняя ферма близнецов». В последующие годы она сыграла несколько ролей в нескольких телесериалах, среди которых были «Микобер» и «Безмолвный свидетель».
В 2003 году Драйзек, в возрасте 11 лет, сыграла роль Элизабет Суонн в детстве в первой части франшизы. После дебюта в большом кино в последующие годы последовали роли в фильме «Школьные годы Тома Брауна», а также в ряде эпизодов сериалов, среди которых были «Знаки жизни», «Доктор Кто», «Банда быстрого дьявола», «Информаторы», «Жизнь Райли», «Стелла», «Кардинал Бёрнс» и другие.
В 2016 году в сериале «Холби Сити» Люсинда сыграла роль Джасмин Барроуз, ставшей одной из главных и успешных в её карьере.